# Buková (Jizerské hory)
Buková (838 m n. m., německy Buch Berg) je hora v jižní části Jizerských hor, tyčící se mezi Smržovkou na jihu, Jiřetínem pod Bukovou na východě a Josefovým Dolem na severu. Na vrcholu a v jeho blízkém okolí je roztroušeno několik skalních útvarů. Buková je po podobně pojmenovaném Bukovci druhým nejvýznamnějším výlevem čediče v Jizerských horách. Čedič byl v minulosti těžen v lomu těsně pod vrcholem.

## Přístup
Přes Bukovou vede žlutě značená turistická cesta od nádraží v Jiřetíně, přes rozcestí Záhoří nad Smržovkou, kolem vrcholu a dál do Dolního Maxova nad Josefovým Dolem. V nejvyšším bodě cesty odbočuje doleva asi 100 metrů dlouhá pěšina k vrcholovým skalám. Cesta od rozcestí Záhoří měří necelé 2 km s převýšením 175 metrů. Z Jiřetína jsou vzdálenost i převýšení zhruba dvojnásobné.

## Okolí

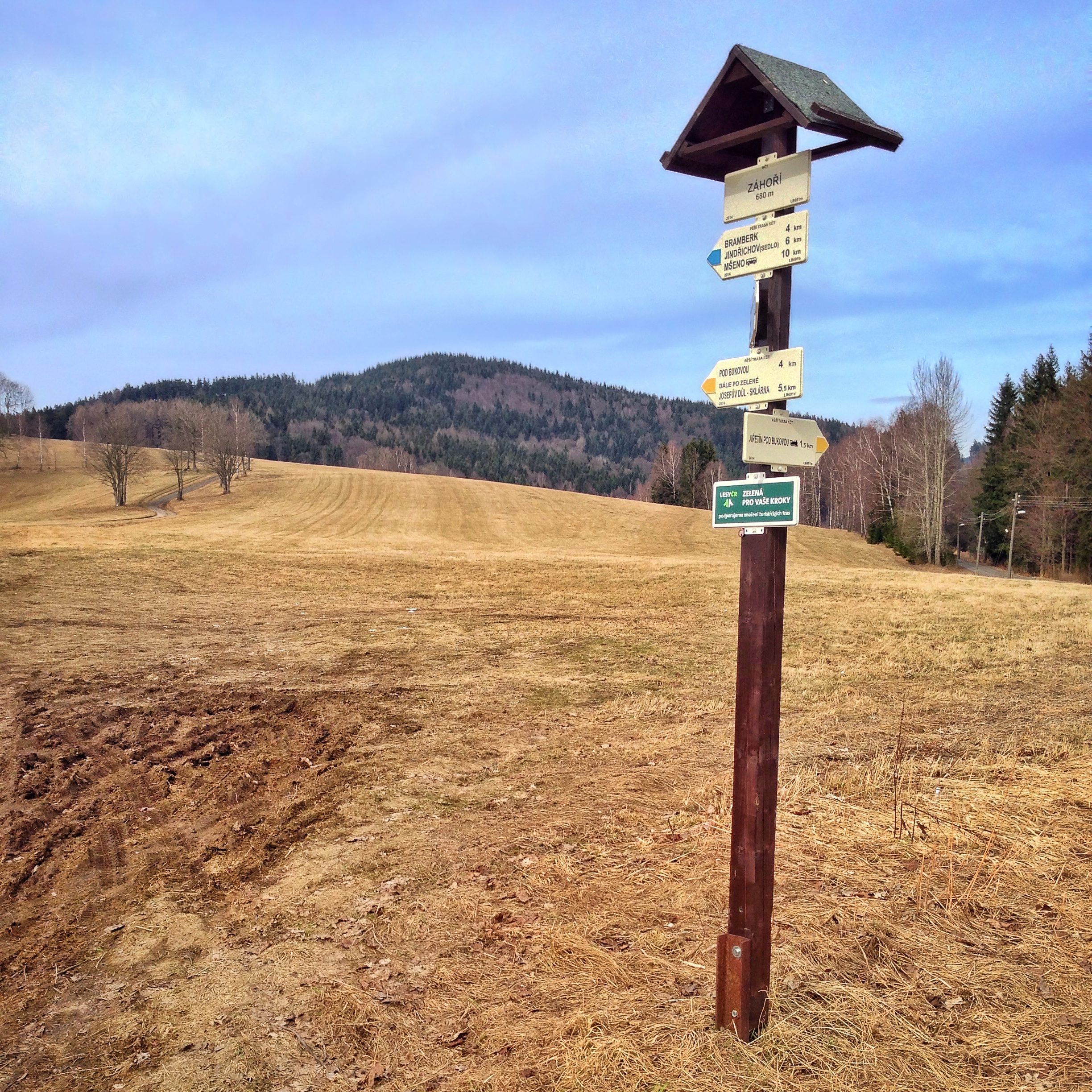
Buková od jihu

- necelých 100 metrů jihovýchodně od vrcholu se nachází skalní útvar Čertova komora, polojeskyně z žulových balvanů[5]
- 1,5 km východně od vrcholu se v areálu firmy DETOA v Jiřetíně nachází Muzeum výroby hraček
- 1,5 km severně od vrcholu se rozkládá lyžařský areál Josefův Důl s červenou sjezdovkou Bukovka
- 2 km jižně od vrcholu stojí nad Smržovkou skalní vyhlídka Finkův kámen (Finkenstein) s tzv. Čertovou studánkou - skalním hrncem s průměrem 130 cm a hloubkou 50 cm[6]